# 不等鞭毛類
不等鞭毛總門（campbell中譯版中，以髮鞭藻為名）旧为不等鞭毛門，是真核生物的主要演化支之一，已知的下轄物種超過10萬個物種，當中大多數屬於藻类，从多細胞的大型藻类海带，到單細胞的各種浮游矽藻，這些藻類擁有多重内共生形成的多层膜葉綠體。其他值得注意的成員還有寄生性的卵菌綱，是不少植物性瘟疫的元兇，如愛爾蘭馬鈴薯飢荒及近日的櫟樹猝死病，都是由卵菌綱生物引起的。
不等鞭毛这一名称指的是在其生命周期的能动阶段，鞭毛虫细胞具有两种不同形状的鞭毛。一種為具有毛髮狀細絲的長鞭毛，另一種為光滑無表面構造的光滑鞭毛。

## 色素体
不等鞭毛類的色素体有四层膜结构。通常認為牠們来自与紅藻的次级内共生。

## 分類
傳統分類會把雙環總門及偽真菌總門（卵菌門）再組合成為「無色類」，與「有色類」的淡色藻門相對；但截至2020 年4月17日WoRMS引用AlgaeBase的分類，現時傾向把淡色藻門與雙環總門及偽真菌總門並列。詳細分類如下：
- 雙環總門 Bigyra
- 淡色藻門 Ochrophyta
  - Class Chrysoparadoxophyceae
  - Subphylum Khakista
  - Subphylum Phaeista
  - Subphylum Ochrophyta incertae sedis（暫名）
- 卵菌門 Oomycota
  - 异壶菌目 Anisolpidiales
  - 双圆单壶菌纲 Bigyromonadea
  - 缚舌菌目 Haptoglossales
  - Class Hyphochytrea
  - 霜霉亚纲 Peronosporea
  - 拟罗兹壶菌目 Rozellopsidales
  - 卵菌纲 Oomycota incertae sedis（暫名）

## 延伸閱讀
- Fletcher, R.L.1987. Seaweeds of the British Isles. Volume 3 Fucophyceae (Phaeophyceae) Part 1. British Museum (Natural History, London. ISBN 0-565-00992-3

## 外部連結
- Tree of Life Web Project: Stramenopiles（页面存档备份，存于）
- Penn State University: Stramenopila (also Rhodophyta, Chlorophyta)